# Serguéi Kírov
Serguéi Mirónovich Kírov (en ruso: Сергей Миронович Киров; 15 de marzojul./ 27 de marzo de 1886greg. - 1 de diciembre de 1934) fue un destacado político bolchevique, quien tuvo un cargo importante en el gobierno de la Unión Soviética. Nacido Serguéi Mirónovich Kóstrikov, se le asoció el apellido "Kírov" como un alias. Su asesinato fue el detonante de la gran represión de los años 30.

## Inicios
Serguéi Mirónovich Kírov nació en Urzhum, pequeña ciudad de la Gobernación de Viatka (actualmente en la óblast de Kírov), en Rusia, en una familia de la pequeña burguesía. Su padre, Mirón Kóstrikov, alcohólico, abandonó a la familia. Su madre murió al poco y Kírov fue criado por su abuela pero, cuando cumplió los siete años, fue enviado a un orfanato. De 1901 a 1904 asistió a una escuela de oficios en Kazán donde aprendió mecánica. En su juventud se hizo marxista, por influencia de los alumnos de la universidad local y pronto participó en la impresión de pasquines. Se unió al Partido Obrero Socialdemócrata Ruso en 1904, en Tomsk, convirtiéndose en un destacado activista. Participó en la distribución de armas a sus camaradas y, ya en 1905, fue elegido para el comité del partido en Tomsk.

## Bolchevique
Kírov participó en la Revolución rusa de 1905, siendo arrestado durante un tiempo. Al salir, se unió a los bolcheviques. En 1906,  fue arrestado de nuevo, esta vez por tres años, acusado de imprimir literatura prohibida. Al ser liberado empezó de nuevo a trabajar en la causa revolucionaria. De nuevo fue arrestado por los mismos cargos, pero tras un año bajo custodia, se mudó a Vladikavkaz, en el Cáucaso, donde trabajó para el diario liberal Térek, tomó el nombre de Kírov y se casó con María Markus. Hasta la abdicación del zar Nicolás II de Rusia en 1917, permaneció en el Cáucaso.

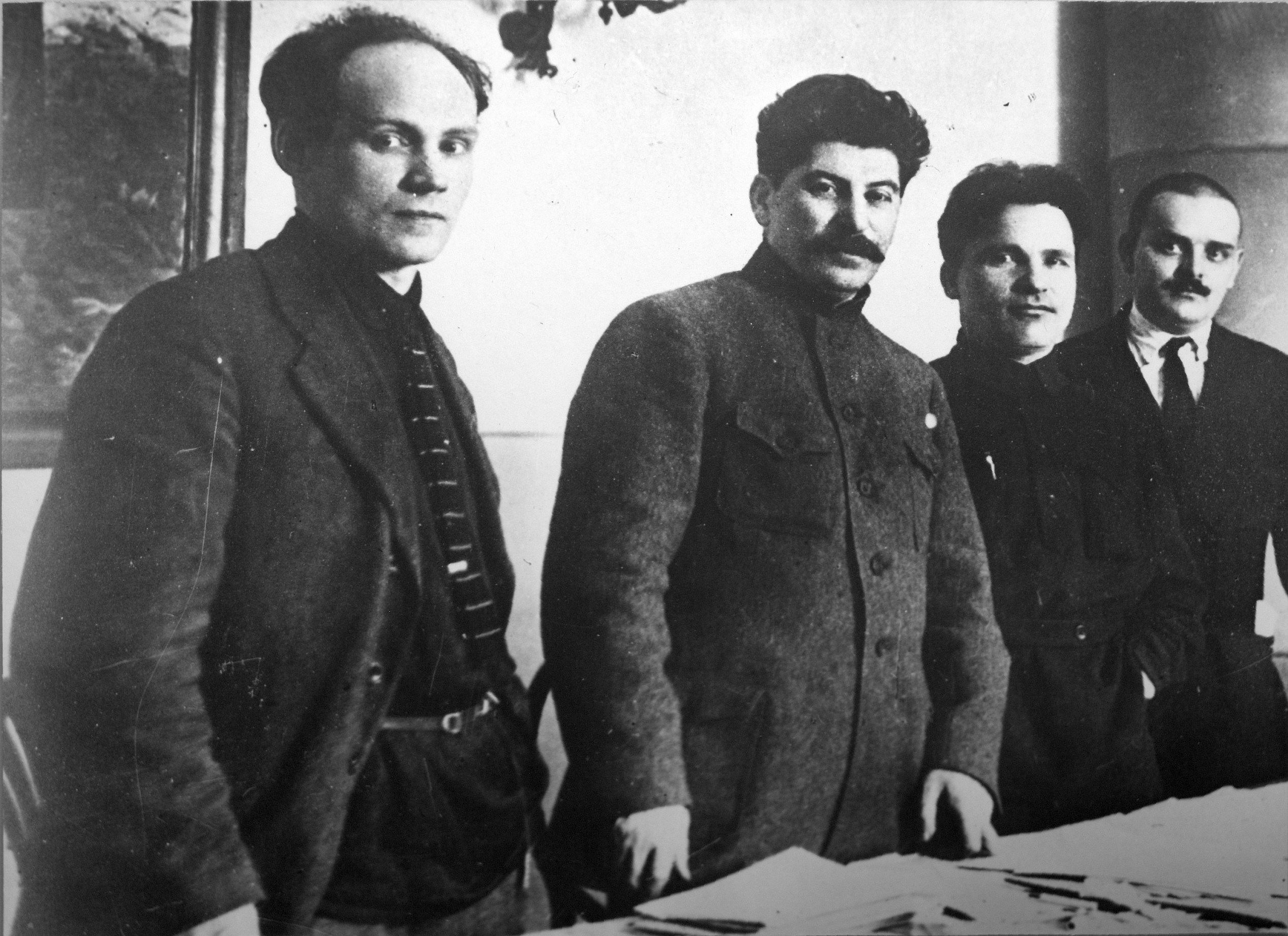
Kírov, tercero desde la izquierda, junto a Stalin (segundo), en Leningrado, 1925, durante el enfrentamiento con Zinóviev.

Cuando regresó de su auto-exilio, Serguéi Kóstrikov ya se había cambiado el nombre a Kírov, esta era una práctica común entre los revolucionarios rusos. Lo seleccionó porque "Kir" era el nombre de un rey guerrero del Imperio persa, y en aquella época había sido seleccionado como jefe militar de la administración bolchevique de Astracán, desde donde debía comenzar la penetración bolchevique en el Cáucaso, dominado por fuerzas hostiles a estos.
Después de la Revolución rusa de 1917, participó en la consecuente guerra civil rusa hasta 1920. En febrero de 1920 fue nombrado vicepresidente de la oficina creada para extender el gobierno bolchevique al Cáucaso, encabezada por Sergó Ordzhonikidze. En abril, tras la captura de Bakú por el Ejército Rojo y aplastamiento de la República Democrática de Azerbaiyán, se convirtió en uno de los cuatro miembros de la Oficina para la Transcaucasia y poco después fue enviado por Lenin a Georgia, con el fin de desestabilizar esta república controlada por los mencheviques.
En septiembre participó en las negociaciones con Polonia pero en febrero de 1921 estaba de vuelta en el Cáucaso, donde un levantamiento preparado por los bolcheviques, que solicitaron ayuda al gobierno ruso, acabó con la independencia de la república. En 1921 también, se convirtió en la cabeza del partido bolchevique en Azerbaiyán, al frente del comité central de la región hasta 1926. En 1921 fue elegido miembro candidato al comité central nacional del partido y en 1923 ingresó en él.
Kírov apoyó siempre a Stalin en su ascenso al poder frente a las demás facciones bolcheviques durante los años veinte, y en febrero de 1926 se le entregó la jefatura del partido en Leningrado, tras una campaña contra Grigori Zinóviev y sus partidarios, desarrollada tras la derrota de este en el congreso nacional del 18-23 de diciembre del año anterior.

## Kírov y Stalin

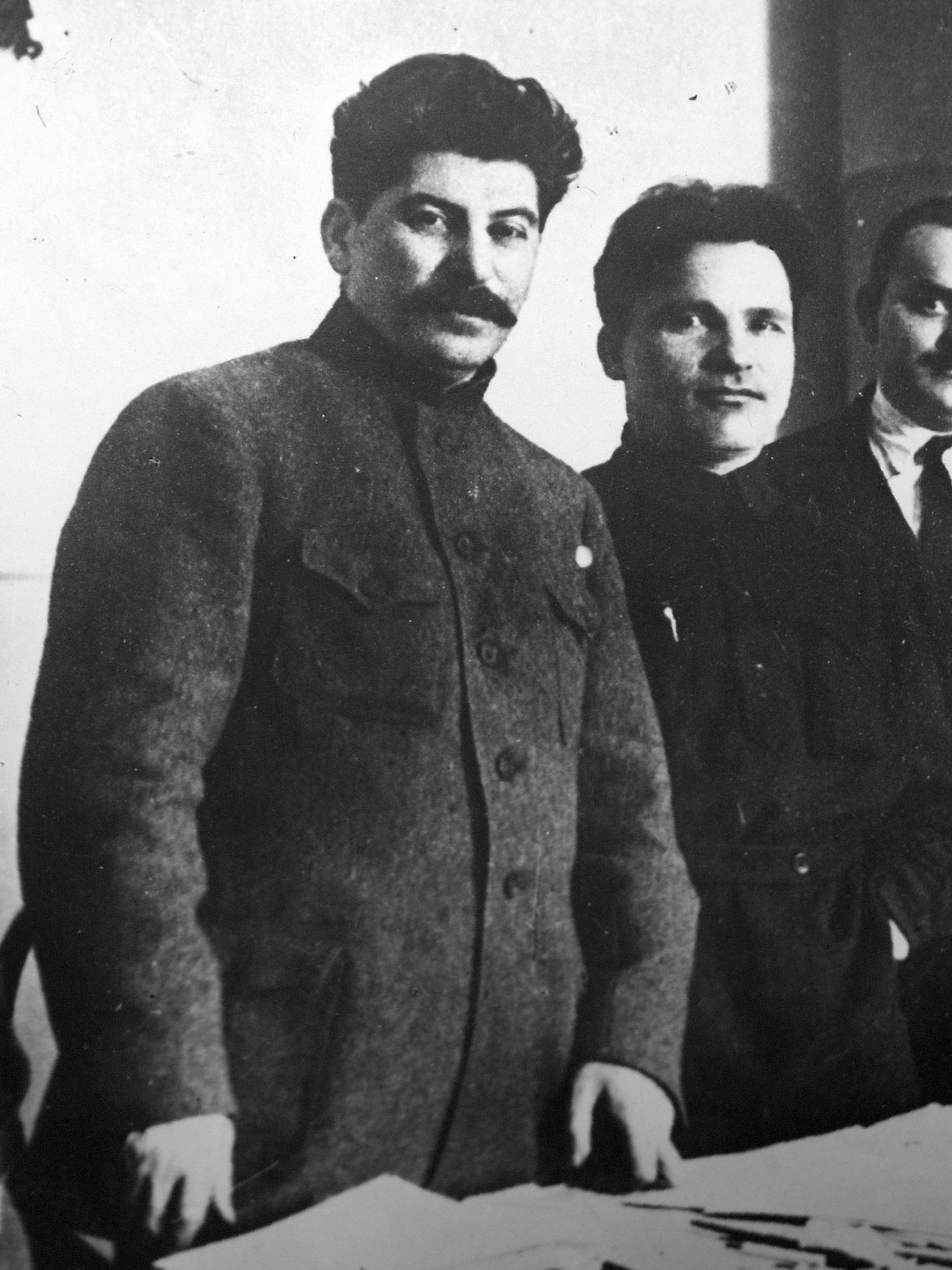
Stalin y Kírov en 1925.

Durante el proyecto de colectivización forzada impulsado por Stalin a finales de la década de 1920 y principios de la de 1930, Kírov respaldó decididamente a Stalin, aunque expresó ciertas diferencias con este en cuestiones internas del Partido, como en el castigo a aquellos culpables de actividades contrarrevolucionarias, oponiéndose a la ejecución de algunos y procurando su recuperación en el mismo. Durante esta época Kírov, como dirigente de la zona noroccidental, fue responsable de la construcción del famoso canal Mar Blanco-Báltico, que costó la vida a, según V. N. Zemskov, a 10 933 personas.
Una vez la fase más aguda de la crisis pasó, sin embargo, se agudizaron las diferencias entre ambos, siendo Kírov partidario de una menor represión una vez que el campesinado había quedado definitivamente sometido.
En el XVII Congreso de 1934 se eligió al nuevo Comité Central. Kírov recibió tres votos negativos, resultando en el candidato menos rechazado, en contraste con el propio Stalin que recibió 292 votos negativos, siendo el menos popular. Entonces, Kírov estrechó su amistad con el georgiano Sergó Ordzhonikidze, y juntos empezaron a formar un bloque moderado contra Stalin en el Politburó. En el mismo Congreso, ciertos delegados propusieron a Kírov que se postulase para secretario general, sugerencia que rechazó.
Ese mismo año, Stalin le pidió a Kírov que fuera a Moscú a trabajar directamente con él y alejarlo de su base de poder en Leningrado, al haber sido elegido secretario del Comité Central, pero Kírov se negó alegando que deseaba permanecer en la ciudad hasta el fin del segundo plan quinquenal (1938), incrementando el resentimiento de Stalin.

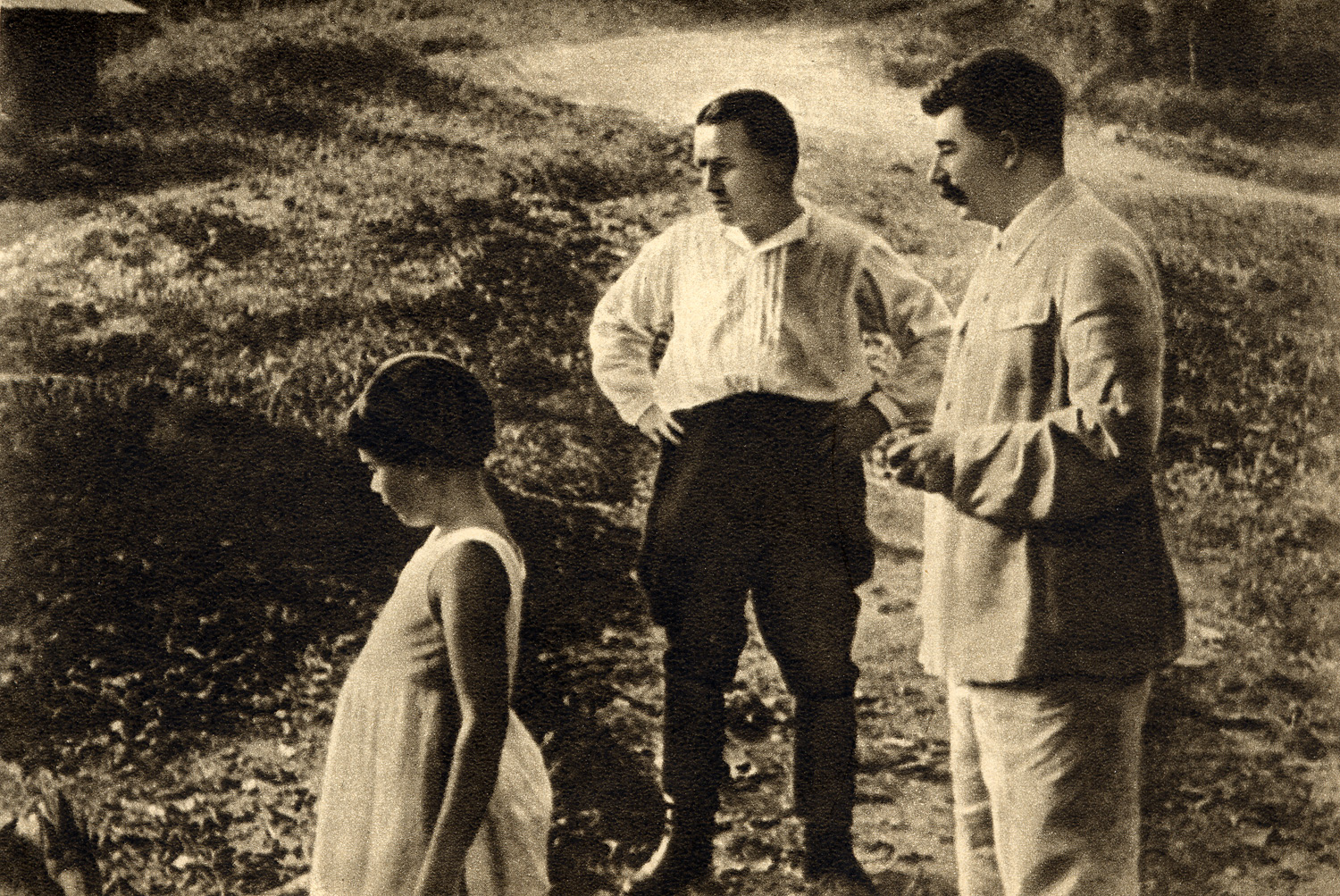
Kírov, junto a Stalin (derecha) y Svetlana Alilúyeva (izquierda), en Sochi, verano de 1934.

En verano de ese año, Stalin llamó a Kírov a Sochi, donde volvió a proponerle trabajar en Moscú, tras pasar por Kazajistán como representante del Politburó para encargarse de la correcta recogida de la cosecha, crucial aquel año. Kírov volvió a negarse, aunque viajó a Kazajistán y trató de mejorar la caótica situación agrícola y sufrió un accidente de automóvil, lo que no le impidió regresar a Leningrado a las pocas semanas.

## Asesinato y consecuencias
El 1 de diciembre de 1934, Kírov fue asesinado por Leonid Nikoláev en Leningrado, en el edificio del Sóviet de Leningrado (antiguo Instituto Smolny). Los seguidores de Stalin proclamaron que Nikoláev había sido apoyado por Grigori Zinóviev, posteriormente por los partidarios de León Trotski, que estaba exiliado, y, más adelante Nikolái Bujarin, con respaldo de ciertos miembros de la NKVD como Yagoda.
Tras muchos cambios en la acusación a lo largo de la década, la versión oficial final indicaba que:
1. El asesino, Nikoláiev, había sido partidario de Zinóviev, cuyos seguidores en Leningrado habían organizado el magnicidio.
2. Había recibido las órdenes para el asesinato del Centro Zinóviev-Trotski, dirigido por Trotski desde el extranjero.
3. Yagoda, miembro de la Oposición de Derecha dirigida por Bujarin, se había asegurado de que la policía no detendría al asesino y le facilitaría el acercamiento a Kírov.

La justificación oficial sirvió para detener a Lev Kámenev, Grigori Zinóviev y a otros catorce líderes soviéticos, que luego fueron juzgados en un juicio público y ejecutados en 1936. Si bien siempre existieron las dudas acerca de la relación de Stalin con el asesinato, que sin duda le benefició, nunca aparecieron pruebas definitivas que lo involucraran con el hecho. Sin embargo Nikita Jrushchov, en su discurso secreto de 1956, sostiene que el asesinato de Kírov fue organizado por agentes del NKVD. Afirma además que estos agentes acabaron siendo fusilados en 1937 para "ocultar las huellas de los organizadores del asesinato de Kírov".
Debido a la popularidad de Kírov, se le dio un funeral de estado y fue enterrado en la Necrópolis de la Muralla del Kremlin. Muchas ciudades, calles y fábricas adoptaron su nombre, incluyendo la ciudad de Kírov (antes Viatka), Kirovgrad, en el óblast de Sverdlovsk y Kirovohrad en Ucrania. Una estación del Metro de Moscú recibió su nombre hasta 1990, cuando fue cambiado, aunque un busto de bronce de Kírov permanece en la estación. Una zona industrial de San Petersburgo, antes Leningrado, tiene su nombre también (Kírovski Zavod).
Entre 1939 y 1991 una estatua de bronce y granito de Kírov dominó el paisaje de Bakú, capital de Azerbaiyán, hasta que este país obtuvo su independencia y la desmanteló.

## Curiosidades

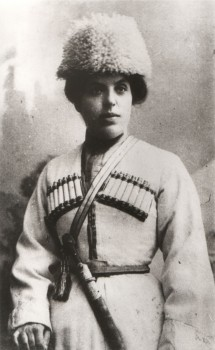
Maria Lvovna Markus, esposa de Serguéi Kírov.

La Primera Fábrica de Relojes del Estado, (Первый Государственный Часовой Завод - 1ГЧЗ), fundada en 1930, fue rebautizada tras su asesinato como "Kírova" en su honor, así como sus relojes. Tras el histórico vuelo en 1961 de Yuri Gagarin con uno de ellos en su muñeca, los relojes adoptarían la marca Poljot (vuelo).
Siempre existió el rumor de que Kírov tenía numerosas amantes, siendo muchas de ellas bailarinas de ballet. Irónicamente, después de su muerte, Stalin renombró al Ballet Mariinski como Ballet Kírov, hasta que en 1991 retomó su nombre original.
Dos buques de la Armada Soviética fueron nombrados en su honorː el crucero ligero Kírov y el crucero de batalla Kírov, posteriormente renombrado como Almirante Ushakov.
En la secuela de 2001: A Space Odyssey, llamada 2010: Odisea dos se menciona una estación espacial llamada Serguéi Kírov.